# هنري دوبونت
هنري دوبونت (بالفرنسية: Henry Dupont)‏ هو عالم حشرات فرنسي، ولد في 1 نوفمبر 1798 في بايو في فرنسا، وتوفي في 2 يوليو 1873 في ميدون في فرنسا.